# Seznam osebnosti iz Občine Križevci
Seznam osebnosti iz Občine Križevci vsebuje osebnosti, ki so se tu rodile, delovale ali umrle.
Občina Križevci obsega 16 naselij: Berkovci, Berkovski Prelogi, Boreci, Bučečovci, Dobrava, Križevci, Gajševci, Grabe pri Ljutomeru, Iljaševci, Ključarovci pri Ljutomeru, Kokoriči, Križevci pri Ljutomeru, Logarovci, Lukavci, Stara Nova vas, Vučja vas in Zasadi, Križevci.

## Kmetijstvo in gospodarstvo
- Alojz Slavič, slovenski teolog (biblicist), duhovnik, prevajalec in pedagog (1877, Bučečovci – 1958, Ljubljana
- Alfonz Dobovišek, strokovnjak za gospodarsko problematiko železnic (1908, Stara Nova vas – 1985, Ljubljana)
- Janko Slavič, direktor Kmetijske zadruga Radgona, Živinorejsko-veterinarskega zavoda in Kmetijsko-gozdarskega zavoda Murska Sobota ter častni član Kasaškega kluba Ljutomer (1943, Vučja vas – )
- Miran Jurkovič, obrtnik, gradbeni mojster, pripomogel k prepoznavnosti vasi Kokoriči in Prelogi, član Prostovoljnega gasilskega društva Kokoriči – B. Prelogi, član Športnega društva LO-KO, član Rdečega križa, vojni veteran (19??, Kokoriči – )
- Igor Paldauf, inovativni mladi kmet 2019, kmetovalec v Vučji vasi, povezuje lokalne ponudnike in promovira Občino Križevci v Sloveniji in tujini (1983 –)

## Humanistika in šolstvo
- Franc Ksaver Slavič,  šolski organizator, duhovnik (1847, Bučečovci – 1909, Travnik)
- Franc Jurkovič, nadučitelj, cerkveni glasbenik (1850, Vučja vas – 1921, Maribor)
- Matija Heric,  šolnik in pedagoški pisec (1855, Bučečovci – 1927, Maribor)
- Vladimir Cvetko,  pedagog, publicist, urednik, šolski nadzornik, aktiven udeleženec NOB in direktor Zavoda Republike Slovenije za šolstvo (1910, Vučja vas – 1988, Ljubljana)

## Religija
- Ivan Križanič, teolog in filozof, dokončal neoromansko kapelo v Borecih (1843, Boreci – 1901, Boreci)
- Kalist Heric, duhovnik in frančiškan (1850, Vučja vas – 1925, Maribor)
- Angelina Križanič (Terezija), redovnica in vrhovna prednica (1854, Boreci – 1937, Maribor)
- Matej Štrakl, cerkvenoglasbeni, bogoslovni  pisec in zgodovinopisec (1866, Križevci pri Ljutomeru – 1928, Malečnik)
- Valentin Cajnko, duhovnik in publicist (1868, Ključarovci pri Ljutomeru – 1925, Varaždin)
- Matija Slavič, teolog (biblicist), duhovnik, prevajalec in pedagog (1877, Bučečovci – 1958, Ljubljana)
- Gracijan Heric,  duhovnik, pisec (1885, Vučja vas – 1957, Lemont)

## Politika, uprava, pravo
- Franc Jurša,  politik in pravnik (1953, Grabe pri Ljutomeru –)
- Marjan Senjur, ekonomist in politik (1944, Stara Nova vas – 2022, ?)
- Branko Belec, župan Občine Križevci (1944, Stara Nova vas – )

## Znanost in zdravstvo
- Josip Križan, matematik, fizik, logik in filozof (1841, Kokoriči – 1921, Varaždin)
- Alojz Slavič, agronom, konjerejec (1940, Kokoriči – 2019, Varaždin)
- Alojz Križman, metalurg, profesor strojništva, doktor znanosti in politik (1940, Križevci pri Ljutomeru – )
- Jože Osterc, agronom, zootehnik in politik (1942, Kokoriči – )
- Dragica Noe, inženirka strojništva (1946, Iljaševci – 2019, Varaždin)
- Borut Žalik, inženir elektrotehnike, računalništva, profesor (1962, Boreci – )
- Rudolf Pušenjak, doktor elektrotehniških znanosti, redni profesor na Fakulteti za strojništvo v Mariboru (1947, Boreci – )
- Franc Sunčič, agronom, doktor agronomskih znanosti, redni univerzitetni profesor na Biotehniški fakulteti v Ljubljani (1932, Iljaševci – 2015)
- Slavica Šikovec (r. Šadl, tudi Venčeslava),  agronomka, živilska tehnologinja in enologinja, zaslužna profesorica Univerze v Ljubljani (1929, Vučja vas – 2021, Ljubljana)
- Pavel Šerc, veterinar, direktor Veterinarske ambulante Ljutomer, pobudnik za ustanovitev Občine Križevci, predsednik Združenja borcev za vrednote NOB Križevci (1933, Maribor – 2021, Križevci pri Ljutomeru)

## Šport
- Maša Slavinec, trenira judo v Judo klubu Križevci pri Ljutomeru, državna prvakinja pri mlajših kadetinjah
- Silvester Lovrenčič, pobudnik in soustanovitelj Kinološkega društva Ljutomer, uredil poligon v Lukavcih, soorganizator Svetovnega prvenstva v sledenju, večkratni državni prvak, član državne reprezentance Slovenije (1942, Lukavci – )

### Kasaštvo
- Marko Slavič, tekmovalec in rejec (1938, Ključarovci pri Ljutomeru – 2009, Rakičan)
- Marko Slavič, tekmovalec in rejec, izjemni dosežki v Sloveniji in tujini (1962, Ključarovci pri Ljutomeru – )
- Marko Slavič (1986)
- Mitja Slavič, tekmovalec in rejec, izjemni dosežki v Sloveniji in tujini (1988 –)
- Jože Sagaj, tekmovalec in rejec  (1949, Ključarovci pri Ljutomeru – )
- Janko Sagaj, tekmovalec in rejec, izjemni dosežki  v Sloveniji in tujini (1981 –)
- Jože Sagaj, tekmovalec, izjemni dosežki  v Sloveniji in tujini (1982 –)
- Zvonko Osterc, rejec, trener in lastnik, izjemni dosežki  v Sloveniji in tujini (1961, Križevci – )

## Kultura in umetnost
- Franjo Magdič, stenograf, ustanovil stenografsko društvo, urejal glasilo Stenograf (1830, Logarovci – 1914, Zagreb)
- Silvo Prelog, prosvetni delavec, slikar amater in organizator amaterske slikarske dejavnosti (1932, Boreci – )
- Marko Kočar,  humorist (na radiu Murski val), pesnik, tekstopisec, izdal zbirke prleških pesmi, komedijant leta z vlogo v komediji Iz nevole v nevolo (1958, Križevci pri Ljutomeru – 2020, Maribor)

### Glasbeniki
- Dragotin Cvetko,  muzikolog, skladatelj, redni profesor na ljubljanski Akademiji za glasbo, znanstveni raziskovalec, pobudnik ustanovitve oddelka za muzikologiji na Filozofski fakulteti v Ljubljani (1911, Vučja vas – 1993, Ljubljana)
- Ciril Cvetko,  skladatelj kot član NOB, dirigent, glasbeni publicist, esejist in profesor na Akademiji za glasbo, umetniški direktor Triglav film, direktor Slovenske filharmonije in umetniški direktor Ljubljanske opera (1920, Vučja vas – 1999, Ljubljana)
- Marjeta Ramšak Peršak, pevka v filmu Sreča na vrvici (1958 – 2016, Destrnik)
- Maksimilijan Lebar, predsednik Kulturnega društa Križevski rogisti, soustanovitelj tamburaškega zbora in orkestra, član dramske sekcije, deloval v Krajevni organizaciji Rdeči križ Vučja vas, pobudnik za izgradnjo vaškega vodovoda, član Prostovoljnega gasilskega društva Vučja vas (1937, Vučja vas – )
- Viktor Slavinec, začetnik folklornega plesa in vodja folklorne skupine v Občini Križevci, predsednik Društva upokojencev Križevci
- Marta Heric, začetnica folklornega plesa in vodja folklorne skupine v Občini Križevci

## Ostalo
- Martin Košora, deloval v civilni zaščiti, član Prostovoljnega gasilskega društva Križevci in Športnega društva Križevci, uredil infrastukturo in podobo gasilskega doma, deloval v Krajevni organizaciji Rdeči križ Križevci (1959, Križevci – )
- Zdenka Trstenjak, učiteljica geografije in zgodovine, raziskovalka, avtorica člankov, prispekov in knjige Iz malega lahko zraste veliko: Pomurski znanstveniki v šolstvu (1955, Libanja – )